# Palaeontinodes reshuitangensis
Palaeontinodes reshuitangensis  (лат.) — ископаемый вид цикадовых полужесткокрылых насекомых рода Palaeontinodes (семейство Palaeontinidae). Обнаружен в юрских отложениях Китая: (Wubaidingyingzi, Reshuitang Village, келловейский ярус, возраст около 160 млн лет).

## Описание
Крупного размера ископаемые полужесткокрылые, которые были описаны по отпечаткам, длина переднего крыла 51,2 мм, ширина 23,8 мм.
Вид Palaeontinodes reshuitangensis был впервые описан в 2007 году китайскими палеоэнтомологами Б. Ваном и Х. Чжаном (B. Wang; H. C. Zhang) вместе с видами Abrocossus longus, Neimenggucossus normalis, Suljuktocossus chifengensis. Название виду P. reshuitangensis дано по имени места обнаружения (Reshuitang Village).
Таксон Palaeontinodes reshuitangensis включён в состав рода Palaeontinodes Martynov 1937 вместе с видами Palaeontinodes chengdeensis Hong 1983, Palaeontinodes minor Becker-Migdisova and Wootton 1965, Palaeontinodes daohugouensis Wang and Zhang 2007, Palaeontinodes haifanggouensis Hong 1983, Palaeontinodes shabarovi, Palaeontinodes locellus Wang and Zhang 2007, Palaeontinodes separatus Wang and Zhang 2007 и Palaeontinodes angarensis.